# Adelard z Corbie
Svatý Adelard z Corbie, též Adalhard či Adalard (asi 751, Huise – 2. ledna 827, Corbie) byl francouzský benediktinský mnich a opat.

## Život
Byl vnukem Karla Martela, synovcem Pipina III. Krátkého a bratranec Karla Velikého. Vyrůstal na královském dvoře.
Roku 773 odešel do benediktinského kláštera Corbie, kde začal působit jako zahradník. Jeho učitelem zde byl blahoslavený Alcuin.
V roce 817 byl vyhoštěn na ostrov Héri, jelikož byl obviněn z podpory vzpoury prince Bernarda proti císaři Ludvíkovi I. Pobožnému. Později se mohl vrátit zpět.
S opatem Walou z Corbie založil Klášter Corvey.
Zemřel 2. ledna 827 v klášteře v Corbie. Svatořečen byl roku 1026 papežem Janem XIX.